# Love Is
| Оценки критиков | Оценки критиков |
| Источник        | Оценка          |
| --------------- | --------------- |
| Allmusic        | [ 1 ]           |

Love Is — двойной студийный альбом группы Eric Burdon and The Animals, выпущенный в 1968 году на лейбле MGM.

## Об альбоме
Релиз альбома состоялся как в Великобритании, так и в США. Это последний альбом второй инкарнации The Animals перед её распадом в 1969 году. Сингл с этого диска «Ring of Fire» достиг 35 места в британских поп-чартах и попал в топ-40 в Германии, Нидерландов и Австралии.
За исключением самостоятельно написанной «I’m Dying (or am I?)» альбом полностью состоит из кавер-версий песен с добавленной аранжировкой от The Animals, а также иногда и с расширенной версией текста и добавлением новых музыкальных секций. Вся сторона второго диска состоит из попурри песен группы Dantalian’s Chariot, в которую ранее входили Энди Саммерс и Зут Мани. При этом о существовании записи версии «Gemeni» в исполнении Dantalian’s Chariot в настоящий момент до сих ничего неизвестно и таким образом не исключено, что Эрик Бёрдон и The Animals стали первыми, кто записал её.
Также альбом является единственной студийной работой группы, в которой принял участие гитарист Энди Саммерс. Ремейк на композицию группы Traffic «Coloured Rain» включает в себя длинное гитарное соло Саммерса длительностью 4 минуты 15 секунд. Чтобы быть уверенным, что Энди завершит соло в нужном месте, Мани вёл счёт про себя и подал ему сигнал на 189-м такте.

## Список композиций

### Сторона 1
1. «River Deep, Mountain High» (Фил Спектор, Джефф Барри, Элли Гринвич) — 7:23
2. «I’m an Animal» (Сильвестр Стюарт) — 5:34
3. «I’m Dying (Or Am I?)» (Эрик Бёрдон) — 4:28

### Сторона 2
1. «Ring of Fire» (Джун Картер, Мерли Килгор[англ.]) — 4:58
2. «Coloured Rain[англ.]» (Стив Уинвуд, Джим Капальди, Крис Вуд) — 9:38

### Сторона 3
1. «To Love Somebody» (Барри Гибб, Робин Гибб) — 6:55
2. «As the Years Go Passing By[англ.]» (Дедрик Малон[англ.]) — 10:13

### Сторона 4
1. «Gemini» (Стив Хаммонд) / «Madman Running Through the Fields» [в титрах указана как «The Madman»] (Зут Мани, Энди Саммерс) — 17:23

## Участники записи
Eric Burdon and The Animals
- Эрик Бёрдон — ведущий вокал, spoken word
- Зут Мани — фортепиано, орга́н, бас, бэк-вокал, ведущий вокал в треках «I’m Dying (or am I?)» и «Gemini», spoken word в треке «Gemini»
- Энди Саммерс — гитара, бэк-вокал
- Джон Вейдер — гитара, бэк-вокал
- Барри Дженкинс — ударные, перкуссия, бэк-вокал

Дополнительный персонал
- Роберт Уайетт — бэк-вокал в треке «River Deep, Mountain High»[5]

## Каталожные номера
LP

1968, MGM SE 4591-2, U.S.A.\>
1968, MGM U.K.\>